# HD 223173
HD 223173，又名BD+56 3085，SAO 35761、HR 9010，是一颗恒星，视星等为5.51，位于銀經114.33，銀緯-4.34，其B1900.0坐标为赤經23h 42m 8.4s，赤緯+56° -4.34′ 46″。